# Ashaturi
Ashaturi (en georgiano: აშატური) o Asatur (en osetio: Асатур) es una aldea que pertenece a la parcialmente reconocida República de Osetia del Sur, parte del distrito de Tsjinval, aunque de iure pertenece al municipio de Eredvi de la región de Iberia Interior de Georgia.

## Geografía
La aldea se administra desde el pueblo de Zemo Bikari. 

## Historia
Tras la guerra de Osetia del Sur de 1991-1992, los osetios lograron controlar el pueblo. Desde 2006, forma parte del municipio de Eredvi y después de la guerra ruso-georgiana en agosto de 2008, la aldea siguió bajo el control de la República de Osetia del Sur.

## Demografía
La evolución demográfica de Ashaturi entre 1916 y 1959 fue la siguiente:
| 185                                                      | 119 | 111 | 37 |
| (Fuente: Population of South Ossetia since Soviet times) |     |     |    |

Según el censo soviético de 1959, la mayoría de la población local eran osetios. En los distintos censos, la composición étnica del pueblo era la siguiente:
|              | 1916      | 1916       |
| Grupo étnico | Población | Porcentaje |
| ------------ | --------- | ---------- |
| Georgianos   | 0         | 0%         |
| Osetios      | 185       | 100%       |
| Total        | 185       | 100%       |